# Frétoy
Ne doit pas être confondu avec Frétoy-le-Château.
Frétoy, appelée localement Frétoy-le-Moutier, est une commune française située dans le département de Seine-et-Marne en région Île-de-France.

## Géographie

### Localisation
La commune est située à environ 24,3 km au nord-ouest de Provins et à 14,5 km par la route, au sud-ouest de La Ferté-Gaucher.

### Communes limitrophes
| Dagny | Chevru              |                |
|       | Frétoy              | Beton-Bazoches |
|       | Bannost-Villegagnon | Boisdon        |

### Géologie et relief
La commune est classée en zone de sismicité 1, correspondant à une sismicité très faible.
L'altitude varie de 125 mètres à 162 mètres pour le point le plus haut.

### Hydrographie

#### Réseau hydrographique

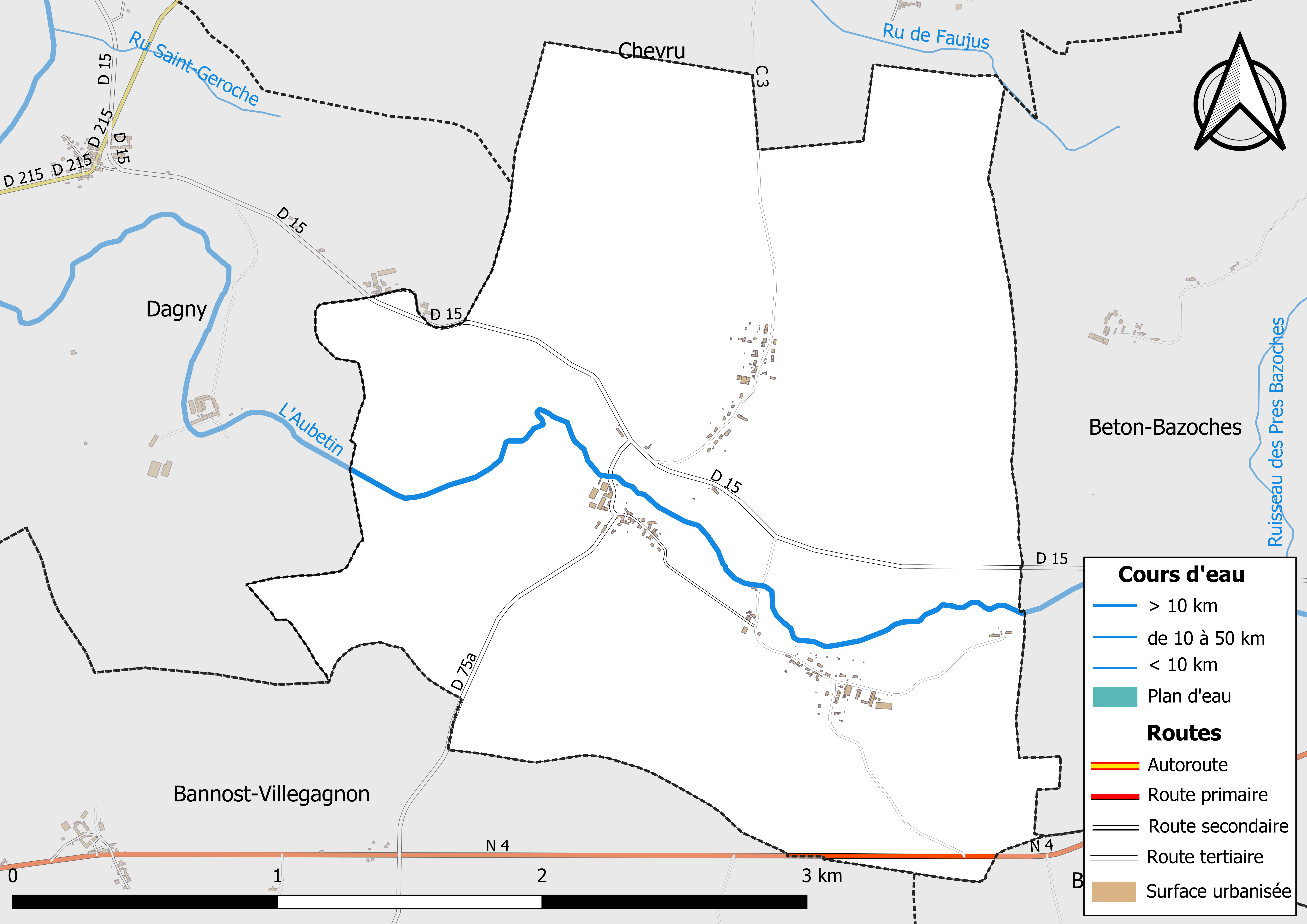
Carte des réseaux hydrographique et routier de Frétoy.

Le réseau hydrographique de la commune se compose d'un seul cours d'eau référencés : la rivière l’Aubetin, longue de 61,15 km, qui traverse la commune d'est en ouest, affluent du Grand Morin.
Sa longueur totale sur la commune est de 3,3 km.

#### Gestion des cours d'eau
Afin d’atteindre le bon état des eaux imposé par la Directive-cadre sur l'eau du 23 octobre 2000, plusieurs outils de gestion intégrée s’articulent à différentes échelles : le SDAGE, à l’échelle du bassin hydrographique, et le SAGE, à l’échelle locale. Ce dernier fixe les objectifs généraux d’utilisation, de mise en valeur et de protection quantitative et qualitative des ressources en eau superficielle et souterraine. Le département de Seine-et-Marne est couvert par six SAGE, au sein du bassin Seine-Normandie. La commune fait partie de deux SAGE : « Yerres » et « Petit et Grand Morin ».
Le SAGE « Yerres » a été approuvé le 13 octobre 2011. Il correspond au bassin versant de l’Yerres, d'une superficie de 1 017 km2, parcouru par un réseau hydrographique de 450 kilomètres de long environ, répartis entre le cours de l’Yerres et ses affluents principaux que sont : le ru de l'Étang de Beuvron, la Visandre, l’Yvron, le Bréon, l’Avon, la Marsange, la Barbançonne, le Réveillon. Le pilotage et l’animation du SAGE sont assurés par le syndicat mixte pour l’Assainissement et la Gestion des eaux du bassin versant de l’Yerres (SYAGE), qualifié de « structure porteuse ».
Le SAGE « Petit et Grand Morin » a été approuvé le 21 octobre 2016. Il comprend les bassins du Petit Morin (630 km2) et du Grand Morin (1 185 km2). Le pilotage et l’animation du SAGE sont assurés par le syndicat Mixte d'Aménagement et de Gestion des Eaux (SMAGE) des 2 Morin, qualifié de « structure porteuse ».

### Climat
Pour des articles plus généraux, voir Climat de l'Île-de-France et Climat de Seine-et-Marne.
En 2010, le climat de la commune est de type climat océanique dégradé des plaines du Centre et du Nord, selon une étude du CNRS s'appuyant sur une série de données couvrant la période 1971-2000. En 2020, Météo-France publie une typologie des climats de la France métropolitaine dans laquelle la commune est exposée à un climat océanique altéré et est dans la région climatique Nord-est du bassin Parisien, caractérisée par un ensoleillement médiocre, une pluviométrie moyenne régulièrement répartie au cours de l’année et un hiver froid (3 °C).
Pour la période 1971-2000, la température annuelle moyenne est de 10,7 °C, avec une amplitude thermique annuelle de 15,2 °C. Le cumul annuel moyen de précipitations est de 741 mm, avec 11,5 jours de précipitations en janvier et 8,1 jours en juillet. Pour la période 1991-2020, la température moyenne annuelle observée sur la station météorologique la plus proche, située sur la commune de Chevru à 3 km à vol d'oiseau, est de 11,2 °C et le cumul annuel moyen de précipitations est de 697,7 mm,. Pour l'avenir, les paramètres climatiques de la commune estimés pour 2050 selon différents scénarios d'émission de gaz à effet de serre sont consultables sur un site dédié publié par Météo-France en novembre 2022.
| Mois                                  | jan.            | fév.           | mars          | avril         | mai             | juin           | jui.           | août           | sep.         | oct.            | nov.          | déc.             | année      |
| ------------------------------------- | --------------- | -------------- | ------------- | ------------- | --------------- | -------------- | -------------- | -------------- | ------------ | --------------- | ------------- | ---------------- | ---------- |
| Température minimale moyenne (°C)     | 1,3             | 1,3            | 3,3           | 5,1           | 8,7             | 11,5           | 13,3           | 13,2           | 10,4         | 7,8             | 4,2           | 2                | 6,8        |
| Température moyenne (°C)              | 3,7             | 4,4            | 7,5           | 10,2          | 13,9            | 17             | 19,3           | 19,2           | 15,7         | 11,8            | 7,1           | 4,4              | 11,2       |
| Température maximale moyenne (°C)     | 6,1             | 7,4            | 11,7          | 15,3          | 19              | 22,5           | 25,3           | 25,3           | 21           | 15,7            | 9,9           | 6,7              | 15,5       |
| Record de froid (°C) date du record   | −15,8 08.01.10  | −13,9 04.02.12 | −9,2 13.03.13 | −4,4 06.04.21 | −1,3 05.05.1996 | 1,4 04.06.1991 | 5,5 13.07.1993 | 4,6 26.08.1993 | 1,8 30.09.22 | −3,8 30.10.1997 | −9,7 30.11.10 | −12,7 31.12.1996 | −15,8 2010 |
| Record de chaleur (°C) date du record | 15,6 05.01.1999 | 18,6 27.02.19  | 24,6 31.03.21 | 28,2 20.04.18 | 30,9 27.05.05   | 35,8 27.06.11  | 41,5 25.07.19  | 39,7 12.08.03  | 34 09.09.23  | 28,3 01.10.11   | 21 07.11.15   | 16,6 07.12.00    | 41,5 2019  |
| Précipitations (mm)                   | 57,8            | 52,6           | 51,2          | 51,6          | 67,1            | 51,5           | 55,9           | 56             | 56,1         | 64,7            | 60,9          | 72,3             | 697,7      |

### Milieux naturels et biodiversité

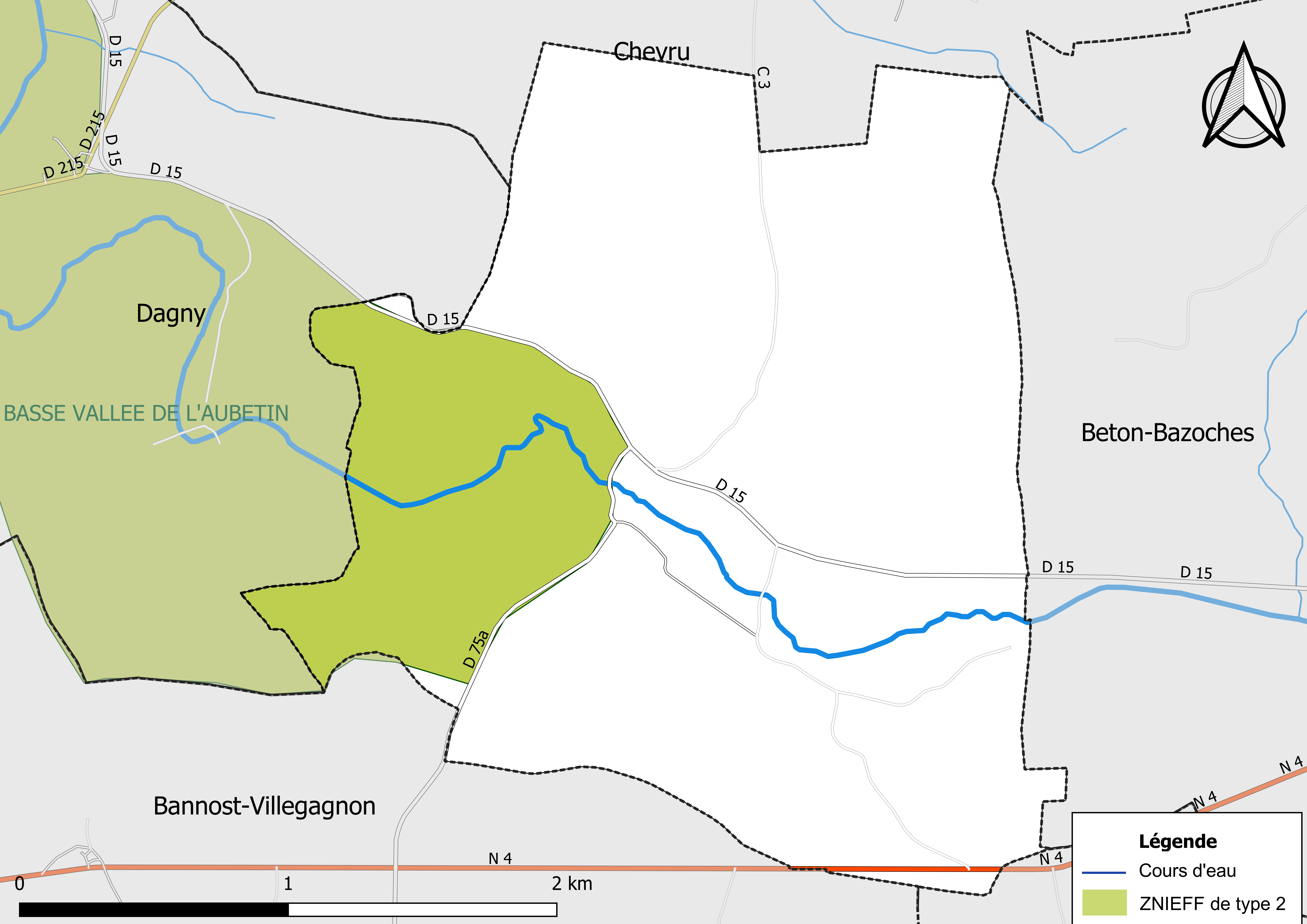
Carte des ZNIEFF de type 2 localisées sur la commune.

L’inventaire des zones naturelles d'intérêt écologique, faunistique et floristique (ZNIEFF) a pour objectif de réaliser une couverture des zones les plus intéressantes sur le plan écologique, essentiellement dans la perspective d’améliorer la connaissance du patrimoine naturel national et de fournir aux différents décideurs un outil d’aide à la prise en compte de l’environnement dans l’aménagement du territoire.
Le territoire communal de Frétoy comprend une ZNIEFF de type 2,,, 
la « Basse vallée de l'Aubetin » (2 376,41 ha), couvrant 8 communes du département.

## Urbanisme

### Typologie
Au 1er janvier 2024, Frétoy est catégorisée commune rurale à habitat très dispersé, selon la nouvelle grille communale de densité à sept niveaux définie par l'Insee en 2022.
Elle est située hors unité urbaine. Par ailleurs la commune fait partie de l'aire d'attraction de Paris, dont elle est une commune de la couronne,. Cette aire regroupe 1 929 communes,.

### Lieux-dits et écarts

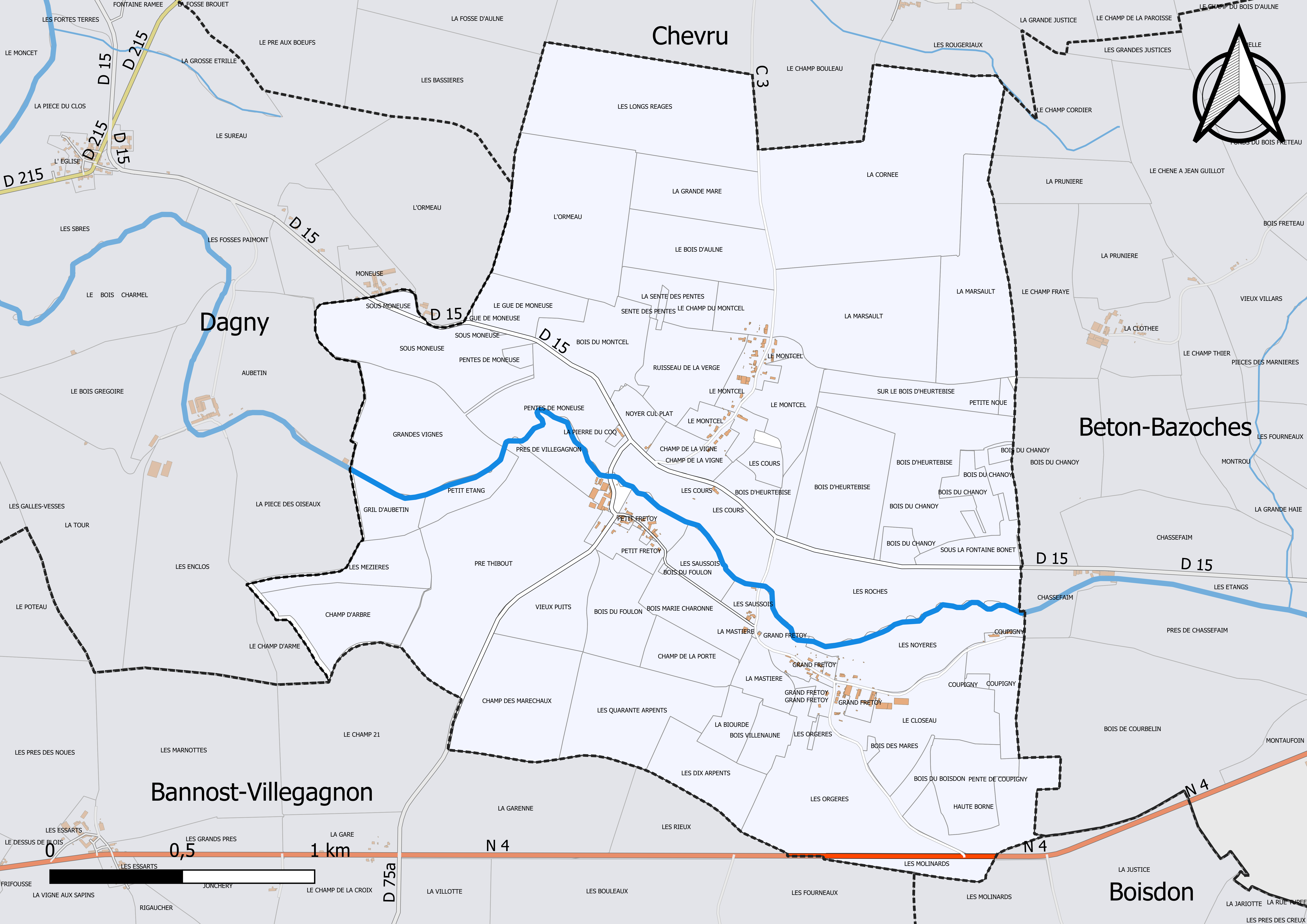
Carte cadastrale de la commune.

La commune compte 59 lieux-dits administratifs répertoriés dont Le Montcel, Grand Frétoy.

### Occupation des sols
L'occupation des sols de la commune, telle qu'elle ressort de la base de données européenne d’occupation biophysique des sols Corine Land Cover (CLC), est marquée par l'importance des territoires agricoles (100 % en 2018), une proportion identique à celle de 1990 (100 %). La répartition détaillée en 2018 est la suivante : 
terres arables (91,7% ), zones agricoles hétérogènes (8,3 %).
Parallèlement, L'Institut Paris Région, agence d'urbanisme de la région Île-de-France, a mis en place un inventaire numérique de l'occupation du sol de l'Île-de-France, dénommé le MOS (Mode d'occupation du sol), actualisé régulièrement depuis sa première édition en 1982. Réalisé à partir de photos aériennes, le Mos distingue les espaces naturels, agricoles et forestiers mais aussi les espaces urbains (habitat, infrastructures, équipements, activités économiques, etc.) selon une classification pouvant aller jusqu'à 81 postes, différente de celle de Corine Land Cover,,. L'Institut met également à disposition des outils permettant de visualiser par photo aérienne l'évolution de l'occupation des sols de la commune entre 1949 et 2018.

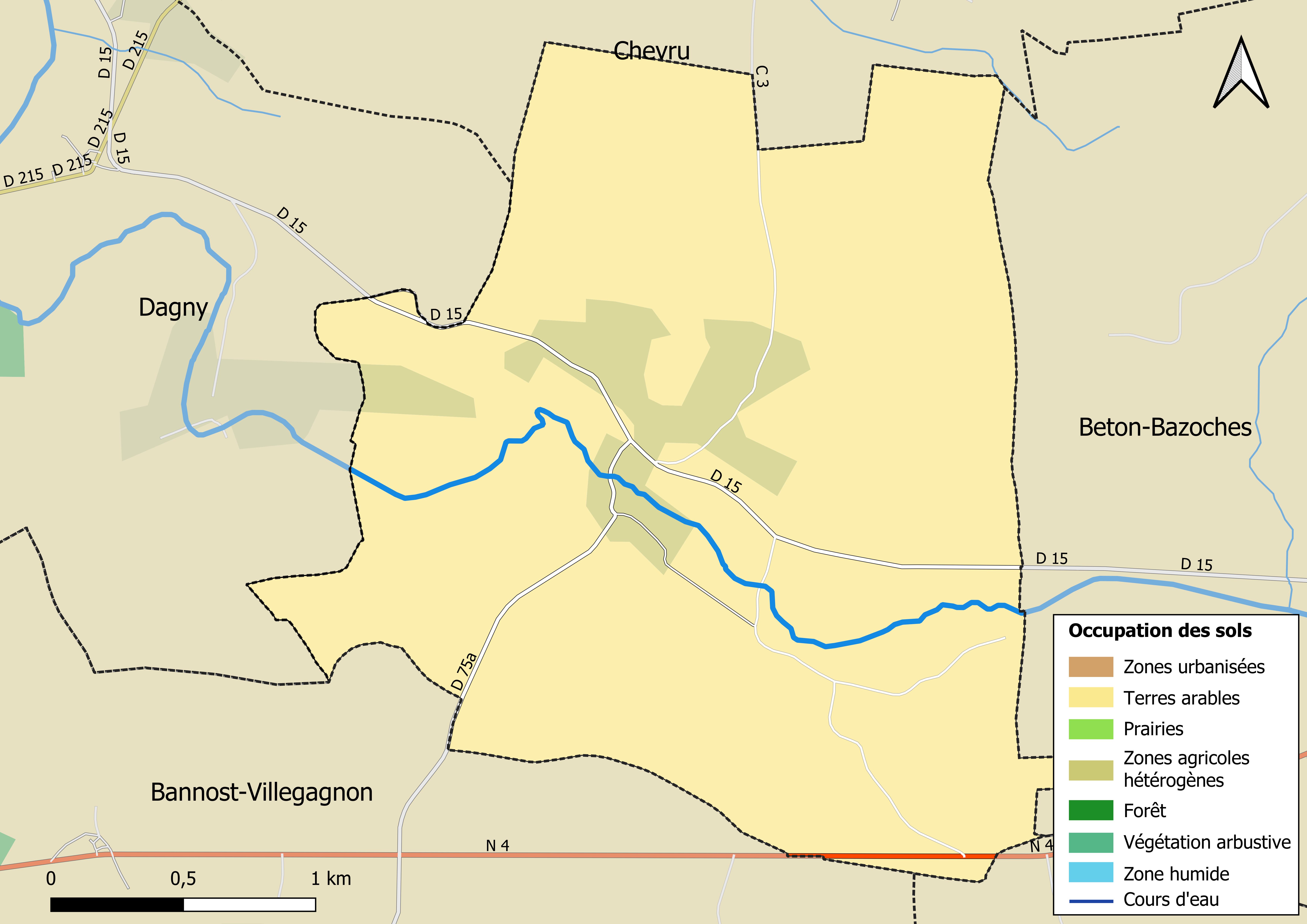
Carte des infrastructures et de l'occupation des sols en 2018 (CLC) de la commune.
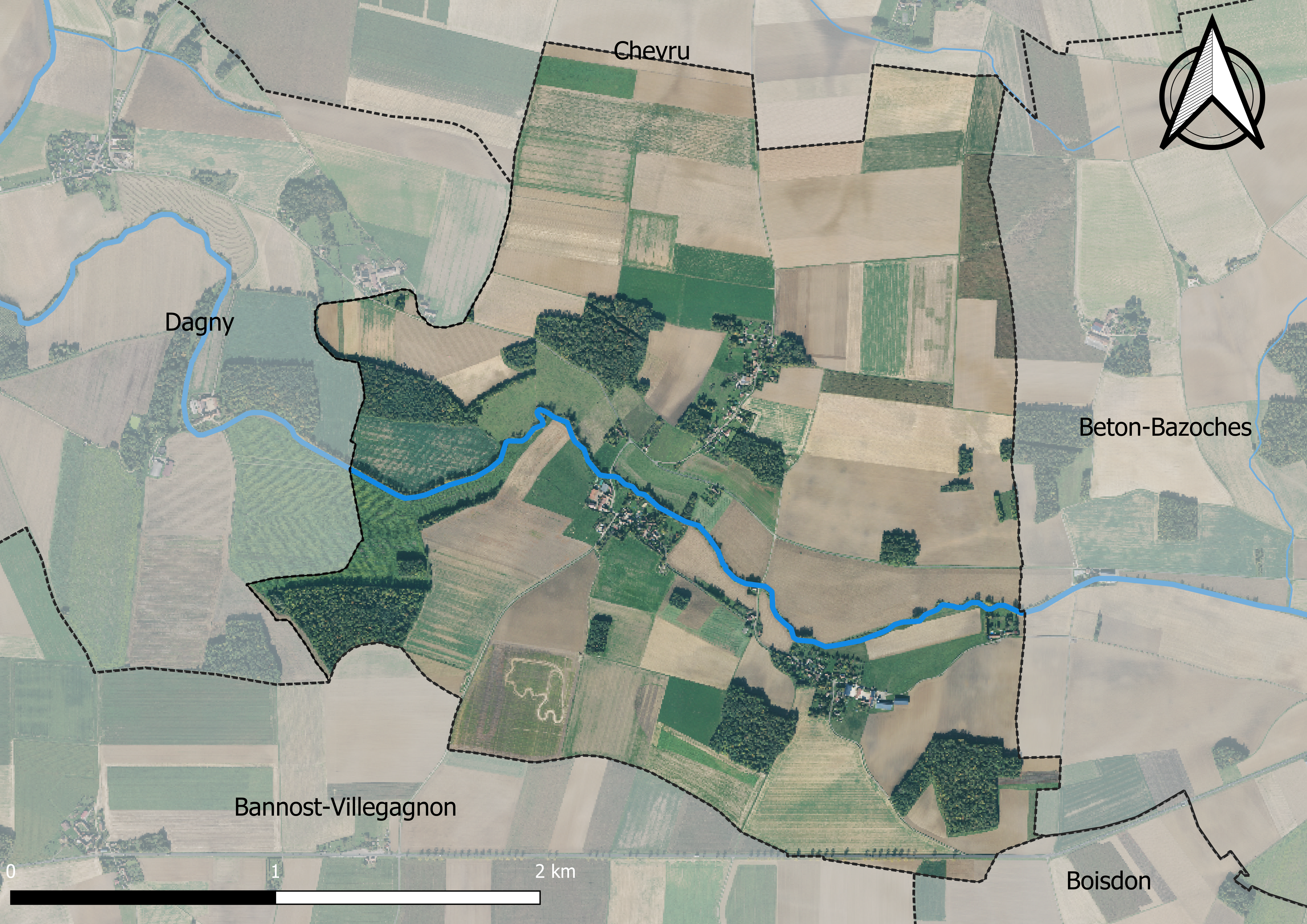
Carte orhophotogrammétrique de la commune.

### Planification
La loi SRU du 13 décembre 2000 a incité les communes à se regrouper au sein d’un établissement public, pour déterminer les partis d’aménagement de l’espace au sein d’un SCoT, un document d’orientation stratégique des politiques publiques à une grande échelle et à un horizon de 20 ans et s'imposant aux documents d'urbanisme locaux, les PLU (Plan local d'urbanisme). La commune est dans le territoire du SCOT Grand Provinois, dont le projet a été arrêté le 29 janvier 2020, porté par le syndicat mixte d’études et de programmation (SMEP) du Grand Provinois, qui regroupe les Communautés de Communes du Provinois et de Bassée-Montois, soit 82 communes.
La commune disposait en 2019 d'un plan local d'urbanisme en révision. Le zonage réglementaire et le règlement associé peuvent être consultés sur le Géoportail de l'urbanisme.

### Logement
En 2017, le nombre total de logements dans la commune était de 72 dont 98,6 % de maisons.
Parmi ces logements, 85,9 % étaient des résidences principales et 14,1 % des résidences secondaires.
La part des ménages fiscaux propriétaires de leur résidence principale s'élevait à 82,5 % contre 14,3 % de locataires et 3,2 % logés gratuitement.

## Toponymie
Le nom de la localité est mentionné sous les formes Parrochia de Freteio en 1171 ; Fretoi en 1205 ; Nemus de Fretoi en 1216 ; Fretost en 1373 ; Fretout en 1668 ; Frétoy le Moutier en 1780 et en 1787.

## Histoire

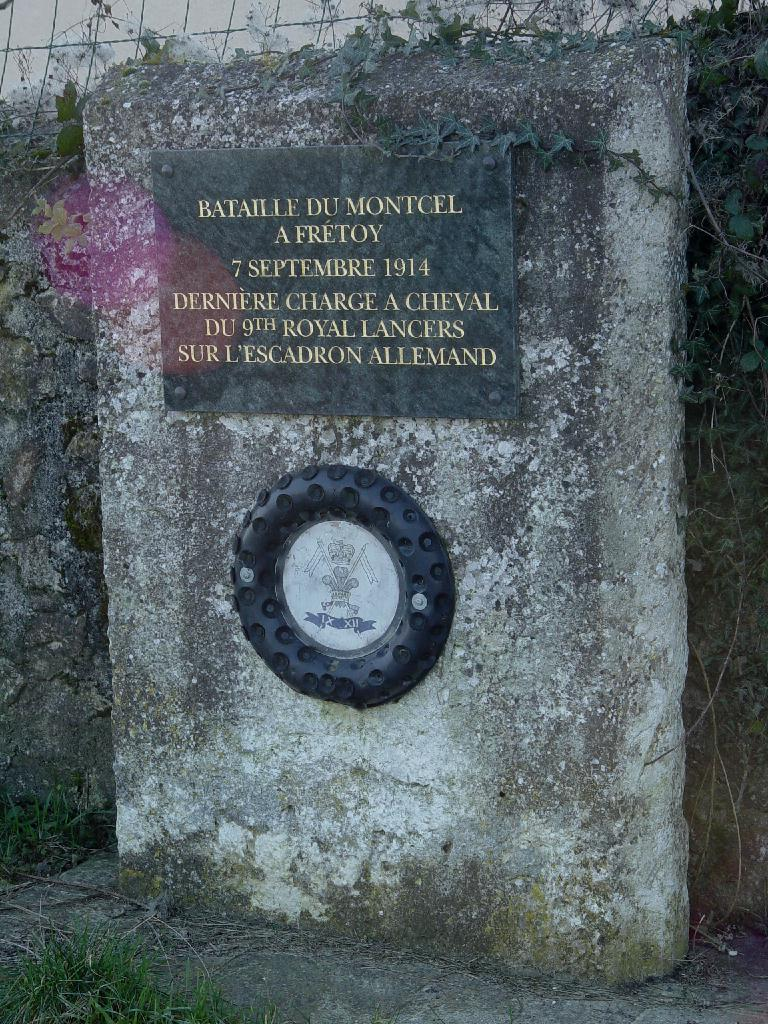
Plaque commémorative de la bataille du Montcel.

- Le 7 septembre 1914, charge à cheval d’un escadron du 9e Lanciers britannique contre les dragons prussiens de la Garde à Montcel. Une plaque commémore cet évènement.

## Politique et administration

### Liste des maires
| Période                                  | Période        | Identité        | Étiquette | Qualité    |
| ---------------------------------------- | -------------- | --------------- | --------- | ---------- |
| Les données manquantes sont à compléter. |                |                 |           |            |
| mars 1971                                | mai 2014       | Claude Parisot  |           |            |
| mai 2014                                 | septembre 2017 | Fabien Delaunay |           | Enseignant |
| décembre 2017                            | En cours       | Dominique Fabre |           | Retraité   |

## Équipements et services

### Eau et assainissement
L’organisation de la distribution de l’eau potable, de la collecte et du traitement des eaux usées et pluviales relève des communes. La loi NOTRe de 2015 a accru le rôle des EPCI à fiscalité propre en leur transférant cette compétence. Ce transfert devait en principe être effectif au 1er janvier 2020, mais la loi Ferrand-Fesneau du 3 août 2018 a introduit la possibilité d’un report de ce transfert au 1er janvier 2026,.

#### Assainissement des eaux usées
En 2020, la commune de Frétoy ne dispose pas d'assainissement collectif,.
L’assainissement non collectif (ANC) désigne les installations individuelles de traitement des eaux domestiques qui ne sont pas desservies par un réseau public de collecte des eaux usées et qui doivent en conséquence traiter elles-mêmes leurs eaux usées avant de les rejeter dans le milieu naturel. La communauté de communes du Provinois assure pour le compte de la commune le service public d'assainissement non collectif (SPANC), qui a pour mission de vérifier la bonne exécution des travaux de réalisation et de réhabilitation, ainsi que le bon fonctionnement et l’entretien des installations,.

#### Eau potable
En 2020, l'alimentation en eau potable est assurée par le syndicat de l'Eau de l'Est seine-et-marnais (S2E77) qui gère le service en régie,,.

## Population et société

### Démographie
L'évolution du nombre d'habitants est connue à travers les recensements de la population effectués dans la commune depuis 1793. Pour les communes de moins de 10 000 habitants, une enquête de recensement portant sur toute la population est réalisée tous les cinq ans, les populations de référence des années intermédiaires étant quant à elles estimées par interpolation ou extrapolation. Pour la commune, le premier recensement exhaustif entrant dans le cadre du nouveau dispositif a été réalisé en 2005.

En 2022, la commune comptait 173 habitants, en évolution de +2,98 % par rapport à 2016 (Seine-et-Marne : +3,92 %, France hors Mayotte : +2,11 %).
| 1793 | 1800 | 1806 | 1821 | 1831 | 1836 | 1841 | 1846 | 1851 |
| ---- | ---- | ---- | ---- | ---- | ---- | ---- | ---- | ---- |
| 163  | 194  | 210  | 201  | 182  | 185  | 201  | 203  | 241  |

| 1856 | 1861 | 1866 | 1872 | 1876 | 1881 | 1886 | 1891 | 1896 |
| ---- | ---- | ---- | ---- | ---- | ---- | ---- | ---- | ---- |
| 236  | 217  | 235  | 220  | 184  | 181  | 158  | 144  | 159  |

| 1901 | 1906 | 1911 | 1921 | 1926 | 1931 | 1936 | 1946 | 1954 |
| ---- | ---- | ---- | ---- | ---- | ---- | ---- | ---- | ---- |
| 163  | 147  | 134  | 115  | 107  | 105  | 94   | 76   | 98   |

| 1962 | 1968 | 1975 | 1982 | 1990 | 1999 | 2005 | 2006 | 2010 |
| ---- | ---- | ---- | ---- | ---- | ---- | ---- | ---- | ---- |
| 78   | 65   | 73   | 97   | 109  | 113  | 150  | 151  | 155  |

| 2015 | 2020 | 2022 | - | - | - | - | - | - |
| ---- | ---- | ---- | - | - | - | - | - | - |
| 171  | 166  | 173  | - | - | - | - | - | - |

## Économie

### Revenus de la population et fiscalité
En 2019, le nombre de ménages fiscaux de la commune était de 58, représentant 172 personnes et la  médiane du revenu disponible par unité de consommation  de 24 410 euros.

### Emploi
En 2018, le nombre total d’emplois dans la zone était de 20, occupant 88 actifs  résidants (dont 12,6 % dans la commune de résidence et 87,4 % dans une commune autre que la commune de résidence).
Le taux d'activité de la population (actifs ayant un emploi) âgée de 15 à 64 ans s'élevait à 77 % contre un taux de chômage de 5,3 %.
Les 17,7 % d’inactifs se répartissent de la façon suivante : 9,7 % d’étudiants et stagiaires non rémunérés, 2,7 % de retraités ou préretraités et 5,3 % pour les autres inactifs.

### Secteurs d'activité

#### Entreprises et commerces
Au 31 décembre 2019, le nombre d’unités légales et d’établissements (activités marchandes hors agriculture) par secteur d'activité était de 11 dont 3 dans l’industrie manufacturière, industries extractives et autres, 1 dans la construction, 3 dans le commerce de gros et de détail, transports, hébergement et restauration, 1 dans l’Information et communication, 1 dans les activités immobilières et 2 dans les activités spécialisées, scientifiques et techniques et activités de services administratifs et de soutien.
En 2020, 4 entreprises ont été créées sur le territoire de la commune, dont 2 individuelles.
Au 1er janvier 2021, la commune ne disposait pas d’hôtel et de terrain de camping.

#### Agriculture
Frétoy est dans la petite région agricole dénommée la « Brie est », une partie de la Brie. En 2010, l'orientation technico-économique de l'agriculture sur la commune est la polyculture et le polyélevage.
Si la productivité agricole de la Seine-et-Marne se situe dans le peloton de tête des départements français, le département enregistre un double phénomène de disparition des terres cultivables (près de 2 000 ha par an dans les années 1980, moins dans les années 2000) et de réduction d'environ 30 % du nombre d'agriculteurs dans les années 2010. Cette tendance se retrouve au niveau de la commune où le nombre d’exploitations est passé de 4 en 1988 à 2 en 2010. Parallèlement, la taille de ces exploitations augmente, passant de 95 ha en 1988 à 173 ha en 2010.
Le tableau ci-dessous présente les principales caractéristiques des exploitations agricoles de Frétoy, observées sur une période de 22 ans : 
|                                      | 1988 | 2000 | 2010 |
| ------------------------------------ | ---- | ---- | ---- |
| Dimension économique,                |      |      |      |
| Nombre d’exploitations (u)           | 4    | 3    | 2    |
| Travail (UTA)                        | 8    | 4    | 3    |
| Surface agricole utilisée (ha)       | 380  | 369  | 346  |
| Cultures                             |      |      |      |
| Terres labourables (ha)              | 351  | 350  | s    |
| Céréales (ha)                        | 231  | s    | s    |
| dont blé tendre (ha)                 | 177  | 174  | s    |
| dont maïs-grain et maïs-semence (ha) | 39   | s    | s    |
| Tournesol (ha)                       | s    | s    |      |
| Colza et navette (ha)                | s    | s    | s    |
| Élevage                              |      |      |      |
| Cheptel (UGBTA)                      | 165  | 9    | 200  |

## Culture locale et patrimoine

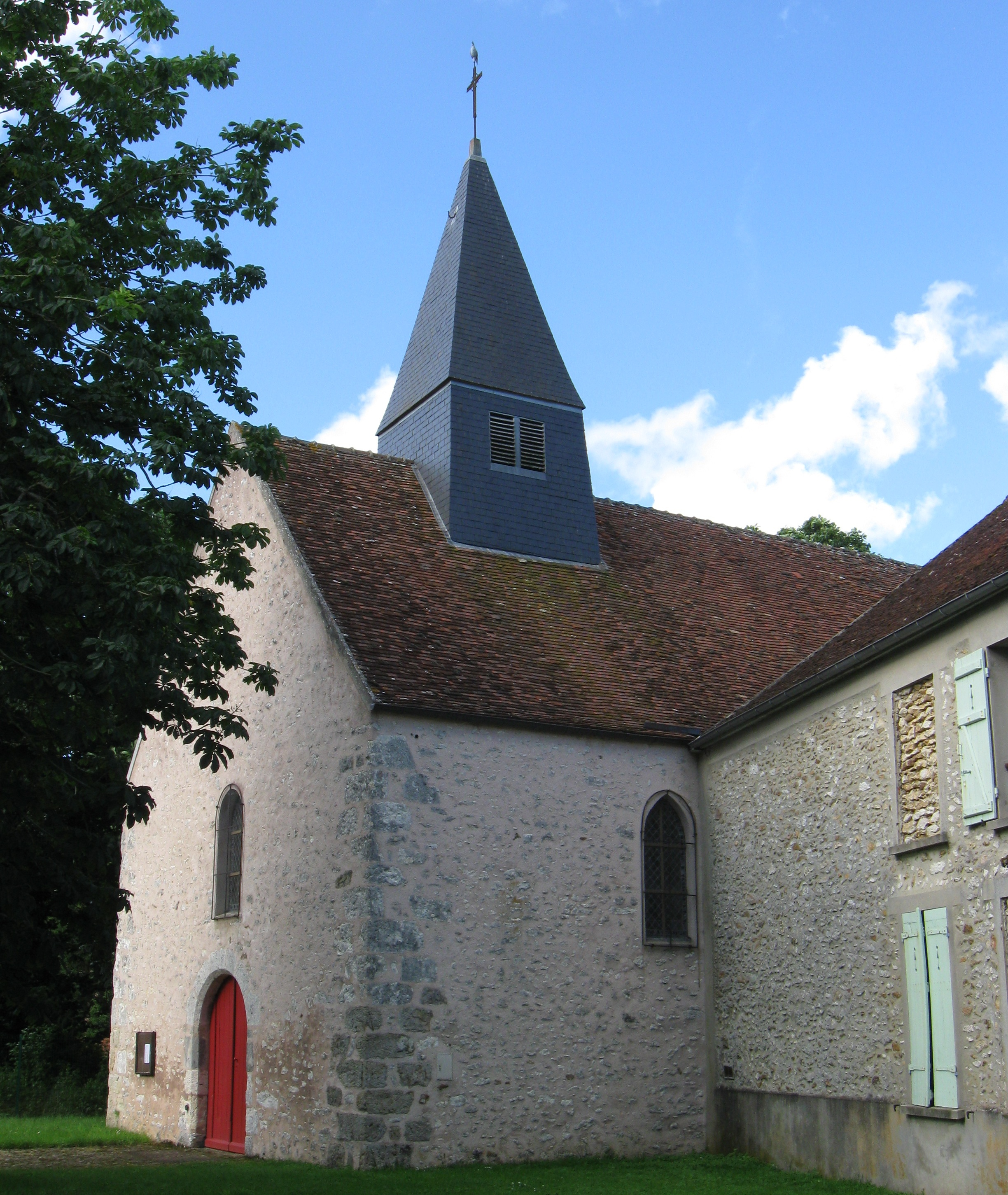
L'église Saint-Germain-et-Saint-Blaise.

### Monuments et lieux remarquables
La commune ne compte pas de monument répertorié à l'inventaire des monuments historiques (Base Mérimée).

### Lieux et monuments
- Église Saint-Germain-et-Saint-Blaise, XIIIe siècle[57] ;
- La commune est traversée par le Sentier de grande randonnée 11 (GR 11) ;
- Lavoir.